# Postojak wiesiołkowiec

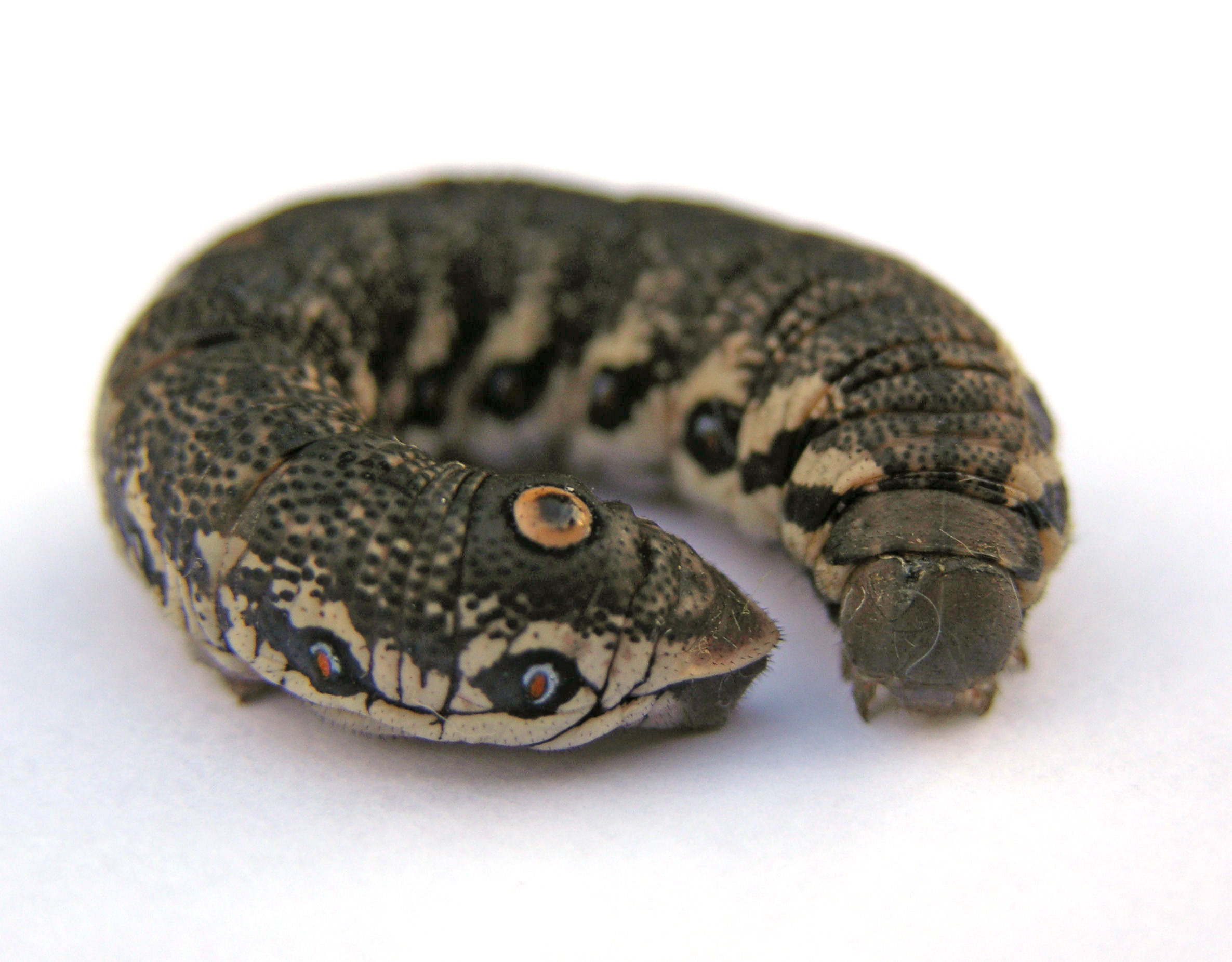
Larwa Proserpinus proserpina

Postojak wiesiołkowiec, postojak prozerpina (Proserpinus proserpina) – gatunek motyla z rodziny zawisakowatych.
Łacińska nazwa rodzajowa i gatunkowa pochodzi od postaci z mitologii rzymskiej – bogini świata podziemnego Prozerpiny, co nawiązuje do wylęgania się na wiosnę motyli z umieszczonych w ziemi poczwarek.
WyglądDługość przedniego skrzydła 37–45 mm. Głowa zielonoszara, czułki oliwkowobrunatne, z białymi wierzchołkami. Tułów po bokach oliwkowobrunatny, w środkowej i tylnej części szarozielony. Skrzydła przednie oliwkowozielone z brunatnozieloną przepaską rozjaśnioną po obu stronach białym przyprószeniem. Na nich eliptyczna czarna plamka obwiedziona bardzo wąską jasną obwódką. Tylne skrzydła w części nasadowej żółte z szeroką czarną obwódką przy zewnętrznym, karbowanym brzegu. Strzępina biała, odwłok jednolicie oliwkowozielony z szarosrebrnym odcieniem. Aparat gębowy ssący w postaci zwijanej ssawki dłuższej od ciała owada.

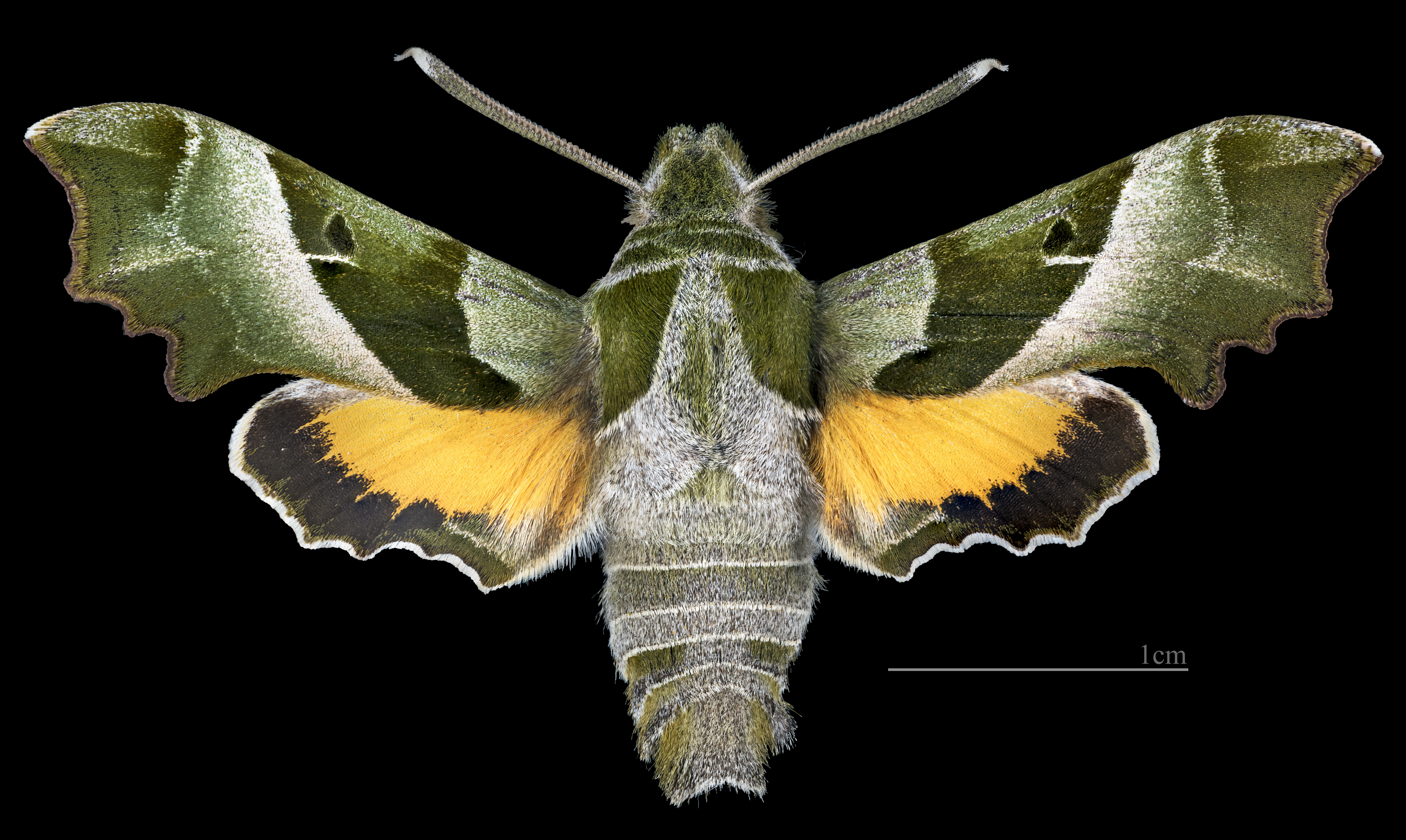
Proserpinus proserpina ♂
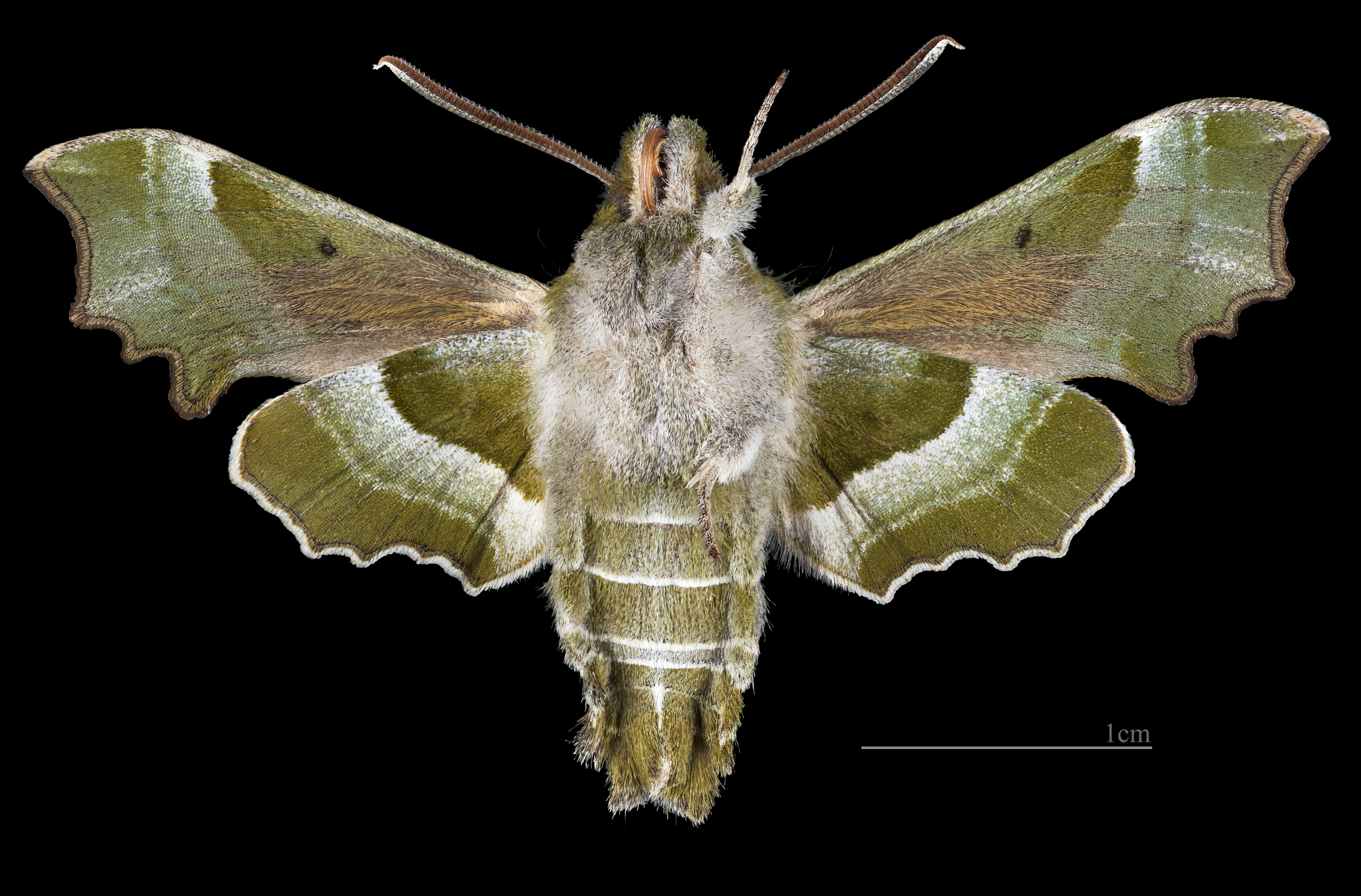
Proserpinus proserpina ♂  △
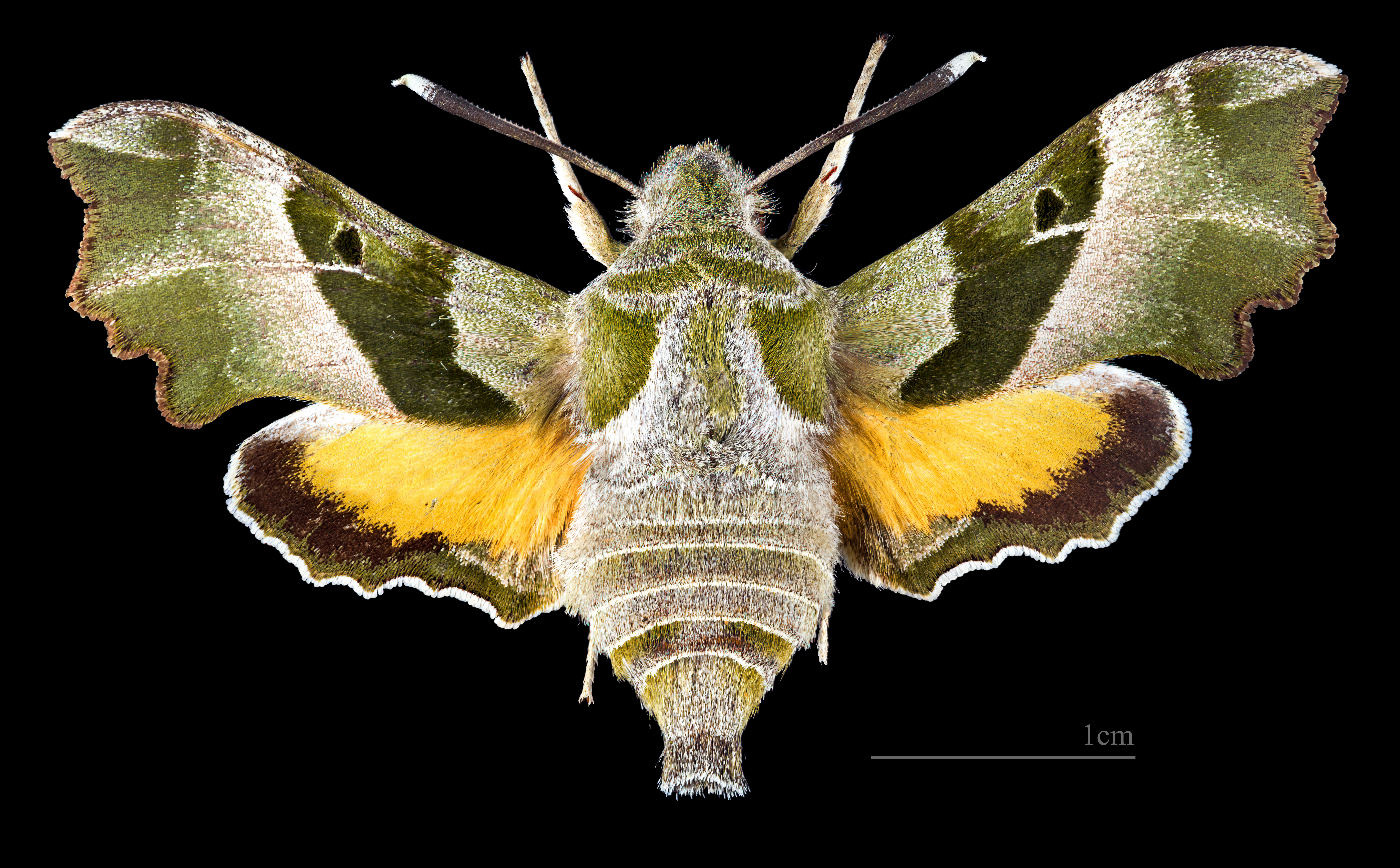
Proserpinus proserpina ♀
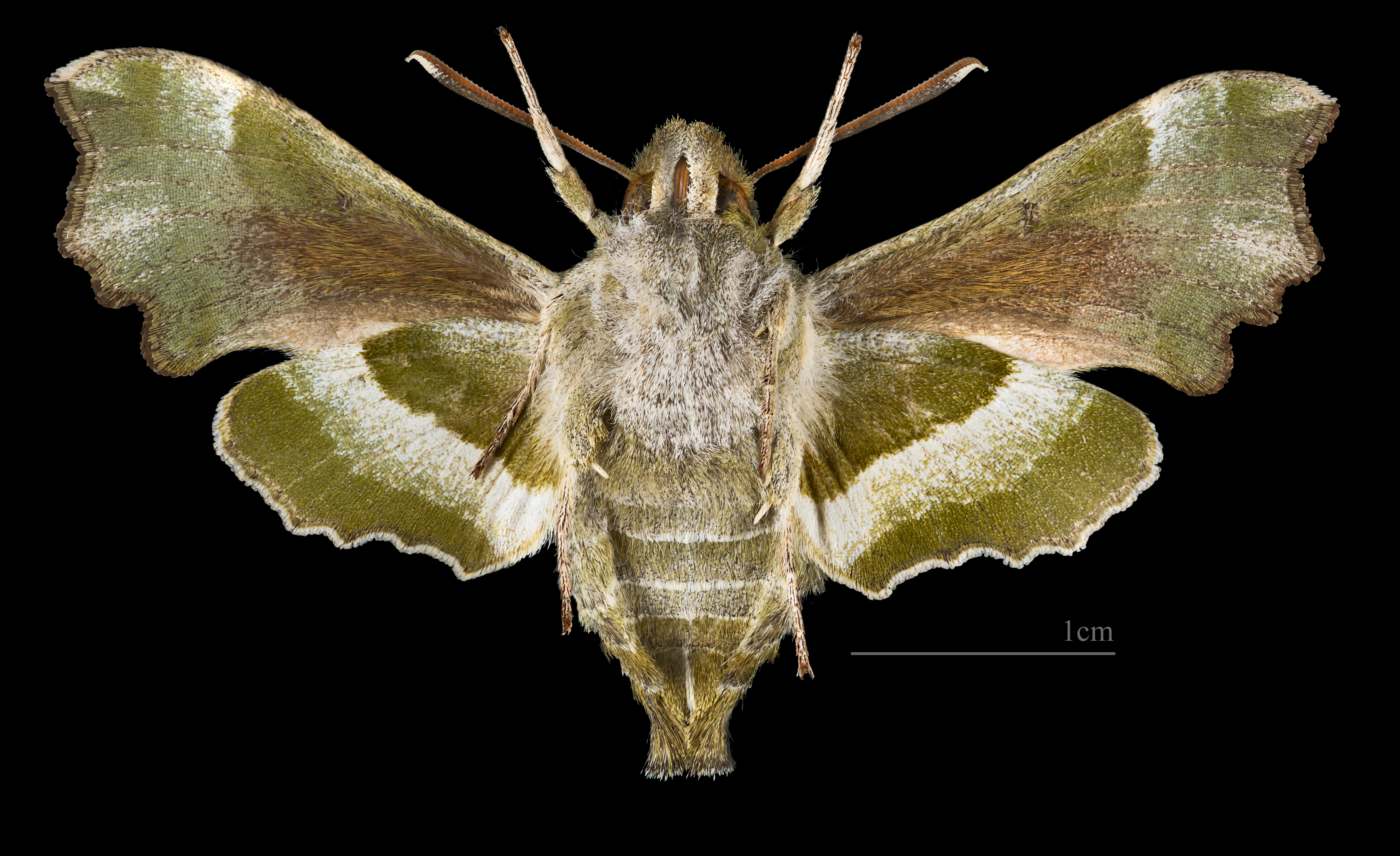
Proserpinus proserpina  ♀ △

BiotopWystępuje w bardzo różnych typach środowisk, zarówno suchych jak i podmokłych. Gąsienice spotykane są w środowiskach kserotermicznych, zwykle na piaszczystych ugorach porośniętych wiesiołkiem. Czasami znajduje się je w miastach. Występują również przy rowach melioracyjnych, na obszarach bagiennych oraz tam gdzie rosną wierzbownice.
Zasięg występowaniaGatunek występuje w zachodnich regionach Palearktyki o cieplejszym klimacie, sięgając na wschód po Turkiestan. W Polsce spotykany przeważnie w południowo-zachodniej części kraju, jest to gatunek bardzo rzadki.
Postać gąsienicy i larwyW ciągu roku występuje jedno pokolenie. Samice składają jajeczka w okresie rójki na roślinach pokarmowych gąsienic. Gąsienice szarozielone z ciemną linią grzbietową i rozlanymi brunatnymi plamami po bokach lub fioletowo-czarne z ciemniejszymi, ukośnymi plamami na oskórku. Gąsienice są duże, masywne, mają róg w części odwłokowej grzbietu zaznaczony jako niewielki guzek o zabarwieniu różowawym. Głowa od żółtobrunatnej do fioletowo-szarej. Gąsienica żyje od lipca do września. Żeruje zazwyczaj w nocy, na rozmaitych gatunkach wierzbownicy i wiesiołka, a także na krwawnicy pospolitej. Dzień spędza chowając się w ściółce u nasady rośliny pokarmowej. Gąsienice przepoczwarzają się w zagłębieniu w ziemi i tam zimują. Poczwarka jest brązowo-brunatna z czerwonym, tłustym połyskiem.
Postać dorosła - imagoMotyle dorosłe pojawiają się na rozproszonych stanowiskach w maju i czerwcu. Charakteryzują się masywną budową ciała o doskonałych warunkach aerodynamicznych. Motyl dobrze lata, może o własnych siłach odbywać długie loty na odległość wielu kilometrów. Lata o zmierzchu, odwiedza kwiaty lilaka pospolitego, wiciokrzewu, żmijowca i innych roślin. Pożywienie stanowi głównie nektar kwiatów, który wypijają za pomocą długiej ssawki, zawisając nad kwiatami w locie. Pełnią ważną rolę w zapylaniu roślin.
OchronaGatunek w Polsce jest prawnie chroniony. Kilka stanowisk podlega ochronie rezerwatowej.
 Rośliny żywicielskieRóżne gatunki z rodziny wiesiołkowatych: np. wierzbownica (Epilobium spp.), wiesiołek (Oenothera), wierzbówka (Chamerion), a także rzadko krwawnica pospolita (Lythrum salicaria)
CiekawostkaGąsienice w razie zaniepokojenia kurczą się przybierając charakterystyczną postawę przypominającą sfinksa (stąd wywodzi się ich nazwa łacińska).

## Zagrożenia i ochrona
W Polsce gatunek objęty ochroną ścisłą. Umieszczony na Czerwonej Liście Gatunków Zagrożonych IUCN, ze statusem DD (data deficient/brak wystarczających danych). W Polskiej Czerwonej Księdze Zwierząt ze statusem LR (low risk/niskiego ryzyka).